# 羊樓司戰鬥
羊樓司戰鬥發生於1921年7月29日－30日，地點則是在中國湖南東邊的羊樓司一帶（今临湘市羊楼司镇一带）。是北洋政府時期內戰之一，也是湘鄂戰爭的一部份。交戰兩方為湖南軍閥所屬之湖南陸軍第二師，及由直系軍閥擁護的陸軍第18師下屬之第35旅（旅長朱大需）。其中，北洋政府亦派蕭耀南率領所屬陸軍第25師援鄂。不過，戰鬥結束後，經費由漢口中原銀行支援；攻擊湖南的鄂軍被湖南守軍擊敗。